# Moșoaia
Moșoaia – wieś w Rumunii, w okręgu Ardżesz, w gminie Moșoaia. W 2011 roku liczyła 1260 mieszkańców.